# 共同決定手続
共同決定手続（きょうどうけっていてつづき）は、欧州連合の3つの柱のうち第1の柱である欧州共同体分野の政策を採択するさいに用いられる主要な立法手続。共同決定手続の導入により、欧州議会は欧州連合理事会と共同で立法過程に携わることができるようになり、欧州委員会から送られた法案が法律として成立するには、全くの同一文書に対して両機関の同意が必要となった。

## 手続の比較
ほかの欧州連合の立法手続との主な相違点は次のとおりである。
- 協力手続 - 欧州議会に対して従来よりも立法過程に大きく関与することを認めている。欧州連合理事会は欧州議会によって否決された法案について、その決定を覆すには全会一致でのみ採択されなければならない。
- 諮問手続 - 欧州連合理事会は欧州議会やほかの機関の決定に拘束されることはない。ただし、必ず欧州議会に事案を諮らなければならない。
- 承認手続 - 諮問手続とよく似ているが、承認手続では欧州議会は賛否の表明だけに留まり、修正を求めることはできない。

## 立法手続
共同決定手続においては、欧州委員会が作成した法案は欧州議会と欧州連合理事会に送られる。両者はそれぞれ個別に法案を審議し、また自由に修正を加えることができる。欧州連合理事会では、まずその法案に対応する作業部会で議論される。作業部会での結論は "orientation generale" といわれ、1回目の読会の最後に欧州連合理事会の基本的な立場 "common position" を示すものとなる。
同時に欧州議会は議員の1人をラポルトゥール "rapporteur" に任命し、委員会の場において法案についての方針を定める。ラポルトゥールは、地域委員会や経済社会評議会の勧告のほか、欧州議会の委員会による修正を法律草案に組み込ませることが求められている。
法案が成立するためには、欧州連合理事会と欧州議会が双方の修正案を承認し、同一の最終案に賛成しなければならない。仮に両者が1回目の読会の後に修正案に合意した場合、その法案は成立することになる。このようなことは時々あるのだが、それは全体的な合意が既に得られているときや、立法手続に急を要する場合である。このようなことがなければ、それぞれにおいて2回目の読会が開かれ、その場において両者の修正案について検討される。欧州議会は欧州連合理事会が自らの立場を明らかにしてから3か月以内に2回目の読会を開かなければならず、もし開かなければ、欧州議会が3か月という期間の延長を決めたとしても、欧州連合理事会の修正案に賛同したとみなされる。また、もし2回目の読会のあとで両者の主張が一致しなかった場合、欧州議会、欧州連合理事会から同数の人数を出す調停委員会が設置される。調停委員会は両者が受け入れる妥協案について協議することとされている。欧州議会、欧州連合理事会はともに2回目の読会やその後の調停委員会において法案を拒否することができ、この場合、法案は廃案となる。また欧州委員会はいつでも法案を取り下げることができる。

## 適用される政策分野
現行の欧州連合の基本条約では以下の分野について共同決定手続が適用される。
- 消費者保護
- 文化
- 関税協力
- 教育
- 雇用
- 機会・待遇の平等
- 欧州地域開発基金に関する決定の実施
- 欧州社会基金に関する決定の実施
- 国籍に基づく差別の撤廃
- 詐欺の防止・撲滅
- 研究
- 情報保護諮問機関の設立
- 移民労働者に対する社会保障
- 統計
- 環境
- 社会的排除の撲滅
- 労働者の移動の自由
- 域内市場
- 居住権
- 移動と居住の権利
- 汎ヨーロッパネットワーク
- 市場の透明性
- 運輸
- 職業訓練

断念された欧州連合条約が発効していれば、共同決定手続は事実上欧州連合のすべての分野において適用されることになっていた。

## 共同決定手続の範囲の拡大
マーストリヒト条約で導入された共同決定手続は、ほぼすべての分野において協力手続に代わるものであり、欧州議会の立法過程における関与を大幅に強化した。同条約の発効当初は、共同決定手続は以下の政策で適用されていた。
- 消費者保護
- 文化（奨励制度）
- 教育（奨励制度）
- 環境（一般行動計画）
- 労働者の自由な移動
- 保健（奨励制度）
- 研究（枠組み計画）
- 居住権
- サービス
- 域内市場
- 汎ヨーロッパネットワーク（指針）

その後アムステルダム条約において手続が簡素化され、迅速性や透明性を高め、適用される政策範囲が拡大された。さらにニース条約では、欧州連合理事会において特定多数決(QMV)で採択されるすべての政策分野について、共同決定手続が適用される範囲とした。現在では共同決定手続はEUにおける立法手続の断然と大きな部分を占め、広範な政策分野で適用される。

## 批判
よくある批判として共同決定手続は時間がかかり負担が大きいものであるというもののほかに、欧州連合理事会に権限を与えすぎていて、欧州議会が軽んじられているというものがある。共同決定手続は2回目の読会において議会の負担が重いものであり、欧州連合理事会の修正案をさらに修正したり、または拒否するには欧州議会の絶対多数決でなければならず、読会に出席している議員の多数決ではないことに批判がある。これに対してはEUは連邦国家ではなく、各国政府にはさらに手を加える余地があるという反論がある。

### 欧州連合諸機関発出の情報
- 欧州委員会による情報（英語ほか）
  - ローマ条約第251条
  - 共同決定手続のフローチャート / 段階別の詳細
- 欧州議会による情報（英語ほかEU公用語）
  - Conciliation and Codecision - A Guide how Parliament co-legislates （PDF形式、英語）
  - 共同決定手続のもとで発せられる指令に関連する条約の規定
  - 共通の立場に関連する規定
- 欧州連合理事会による情報（英語ほかEU公用語）
  - 欧州連合理事会による共同決定手続の関連ページ
    - 上記ページ内からリンクされている解説 （PDF形式、英語）
- 上記以外の機関による情報
  - イギリス庶民院欧州調査委員会の立法手続に関する報告書（英語）
  - 議会における手続（国際地方自治協会）（英語）
- 分析・歴史に関する情報
  - Codecision: The recent developments（EurActiv.cz内、英語）
  - Improving the functioning of the codecision procedure（STATEWATCH内、PDF形式、英語）
  - Formal and Informal Institutions under Codecision: Continuous Constitution Building in Europe（European Integration online Papers内、英語）
  - The extension of the codecision procedure in Amsterdam（エセックス大学内、英語）

### ほかの情報源
- 共同決定手続のフローチャート（Software Patents内、英語）
- 詳細なチャート（EURIM内、gif形式、英語）
- description from Xavier Druis（Campaign against software patents内、英語）